# Gondokoro
Gondokoro is een voormalige stad in het huidige Zuid-Soedan. Het lag dicht bij het huidige Juba, maar aan de andere (oostelijke) kant van de Nijl. In de 19e eeuw was het een belangrijke stad. Zijn belang ontleende het aan het feit dat het het einde vormde van de bevaarbaarheid van de Nijl. Het was een knooppunt voor slavenhandelaren, die hier hun buit verzamelden en in boten brachten, om ze stroomafwaarts rond Khartoem te verkopen. Tussen 1852 en 1859 was hier een katholieke missiepost, opgericht door Ignatius Knoblecher. Later was het de hoofdstad van de Egyptische Centraal-Afrikaanse provincie Equatoria. Tijdens de Mahdi-opstand werd de stad door Emin Pasha in 1885 als hoofdstad vervangen door Wadelai.